# Dominic Demeritte
Dominic Demeritte (Bahamas, 22 de febrero de 1978) es un atleta bahameño especializado en la prueba de 200 m, en la que consiguió ser campeón mundial en pista cubierta en 2004.

## Carrera deportiva
En el Campeonato Mundial de Atletismo en Pista Cubierta de 2004 ganó la medalla de oro en los 200 metros, llegando a meta en un tiempo de 20.66 segundos que fue récord nacional de Bahamas, por delante del sueco Johan Wissman (plata con 20.72 segundos) y el alemán Tobias Unger.